# Корне (Мен и Лоара)
Корне (фр. Corné) насеље је и општина у западној Француској у региону Лоара, у департману Мен и Лоара која припада префектури Анже.
По подацима из 2011. године у општини је живело 2868 становника, а густина насељености је износила 172,36 становника/km². Општина се простире на површини од 16,64 km². Налази се на средњој надморској висини од 39 метара (максималној 60 m, а минималној 16 m).

## Демографија
| 1962. | 1968. | 1975. | 1982. | 1990. | 1999. | 2011. |
| ----- | ----- | ----- | ----- | ----- | ----- | ----- |
| 1.383 | 1.400 | 1.524 | 1.775 | 2.310 | 2.572 | 2.868 |

График промене броја становника у току последњих година